# MFK Dinamo Moskwa
MFK Dinamo Moskwa – rosyjski klub futsalowy z siedzibą w Moskwie, obecnie występuje w Super League (najwyższa klasa rozgrywkowa w Rosji).

## Sukcesy
- Mistrzostwo Rosji (8): 2003, 2004, 2005, 2006, 2007, 2008, 2011, 2012
- UEFA Futsal Cup: 2007
- Klubowe Mistrzostwo Świata: 2013
- Puchar Rosji (6): 2003, 2004, 2008, 2009, 2010, 2011